# Brigitte d'York
Brigitte d'York (10 novembre 1480 – avant décembre 1507) est le dixième enfant et la septième fille du roi Édouard IV d'Angleterre et de son épouse Élisabeth Woodville.

## Biographie
Née le 10 novembre 1480 à Eltham, Brigitte est baptisée le lendemain par Edward Story (en), évêque de Chichester. Ses marraines sont sa grand-mère paternelle Cécile Neville et sa sœur aînée Élisabeth d'York. Son parrain est William Waynflete, évêque de Winchester,.

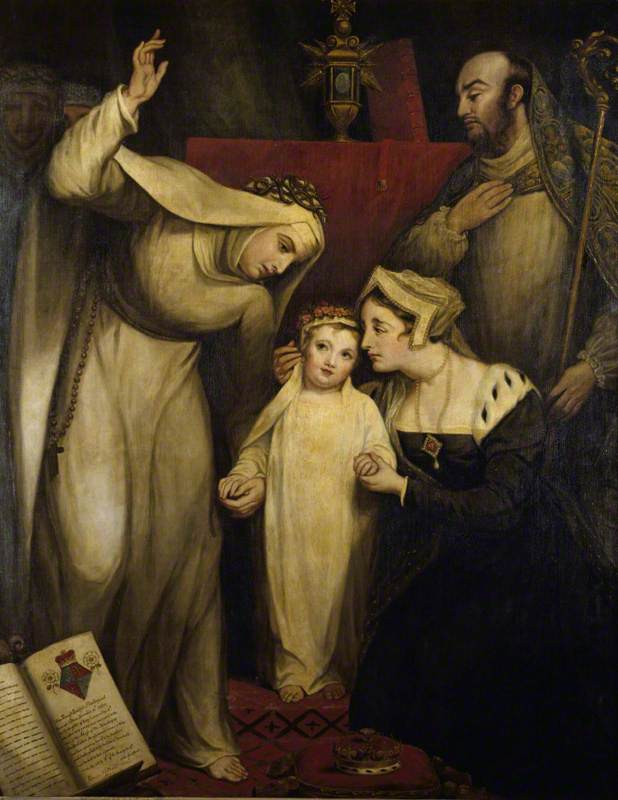
La princesse Brigitte Plantagenêt devient religieuse, offert au couvent de Dartford par James Northcote, 1822.

Brigitte entre dans les ordres entre 1486 et 1492. Elle garde une correspondance fréquente avec sa sœur Élisabeth, qui a épousé le roi Henri VII. Brigitte quitte Dartford en juin 1492 pour assister aux funérailles de sa mère. Elle meurt avant décembre 1507.

## Postérité
Brigitte d'York apparaît dans la série télévisée The White Princess. Elle y est jouée par Heidi Ely, dans un rôle récurrent.